# Johan Märak
Johan Enok Märak, född 1 oktober 1928 i Lillselet, Jokkmokks landskommun, död 15 november 2019 i Jokkmokk, var en samisk jojkare och präst.
Märak, som var bördig från Tuorpon sameby, utbildade sig först mellan 1954 och 1956 vid Samernas utbildningscentrum i Jokkmokk. Därefter tog han diakonexamen i Stora Sköndal i Stockholm. Sedan påbörjade han sina teologistudier och prästvigdes tio år senare. Märak var en av få samiskspråkiga präster i svenska Sápmi och behärskade både lulesamiska och nordsamiska flytande. Han har beskrivits som en pionjär gällande samiska frågor i Svenska kyrkan, och arbetade för att få bort synen på jojk som syndigt. Han blev också den första att jojka i Svenska kyrkan vid öppnandet av kyrkomötet i Uppsala 1993.
Märak har också beskrivits som en samisk kulturbärare och som en av de största jojkarna. Han var flitigt efterfrågad som förmedlare av samisk kultur och historieberättare inför publik, och var kunnig inom Jokkmokks historia. Han har arbetat med att spela in gamla jojkar på band. Han var engagerad i översättningen av kyrkliga böcker till både lulesamiska och nordsamiska, och arbetade tillsammans med sin fru fram till sin död med en översättning av Bibeln till lulesamiska.
Märak är morfar till musikern Maxida Märak.